# Kulunde, Tirthahalli
Kulunde là một làng thuộc tehsil Tirthahalli, huyện Shimoga, bang Karnataka, Ấn Độ.